# ティーツリーガリー市
ティーツリーガリー市は、オーストラリア南オーストラリア州、アデレード大都市圏の北東部に位置する地方自治体(LGA: Local Government Area)。人口はおよそ10万人で、アデレード近郊の自治体としては人口が多い部類になる。主な業務地区はモデブリー(Modbury)で、ここにはティーツリープラザ(Tea Tree Plaza)、行政センター、市立図書館が置かれている。
オーストラリア人の生理学者で、ペニシリンの共同発見者のひとりとしてノーベル賞を受賞したフローリー男爵ハワード・フローリーは、ティーツリーガリー市の住民であった。

## 市内の地区と郵便番号
| - Banksia Park - 5091 - Dernancourt - 5075 - Fairview Park - 5126 - Gilles Plains - 5086 - Golden Grove - 5125 - Gould Creek - 5114 - Greenwith - 5125 - Gulfview Heights - 5096 - Highbury - 5089 - Holden Hill - 5088 | - Hope Valley - 5090 - Houghton - 5131 - Modbury - 5092 - Modbury Heights - 5092 - Modbury North - 5092 - Para Hills - 5096 - Redwood Park - 5097 - Ridgehaven - 5097 - St Agnes - 5091 | - Salisbury East - 5109 - Salisbury Heights - 5109 - Surrey Downs - 5126 - Tea Tree Gully - 5091 - Upper Hermitage - 5131 - Valley View - 5093 - Vista - 5091 - Wynn Vale - 5127 - Yatala Vale - 5126 |

## 歴史
ティーツリーガリーは、もともとは、この地域の大地主であった住民ジョン・スティーヴンス(John Stevens)という人物にちなみ、「スティーヴントン (Steventon)」という名で知られていた。地域の名が変わった現在でも、ティーツリーガリー市の選挙区のひとつにはスティーヴントンという名が残っている。
もともとこの一帯はハイアコム行政区(the Highercombe District Council)の一部であったが、1858年10月に行政区を二分した際に、ひと回り小さくなった行政区の一方がティーツリーガリーという名になった。1935年5月に行政区が再統合されたとき、あらたな行政区の名はティーツリーガリーとなり、今日のティーツリーガリー市となった。

## 地理

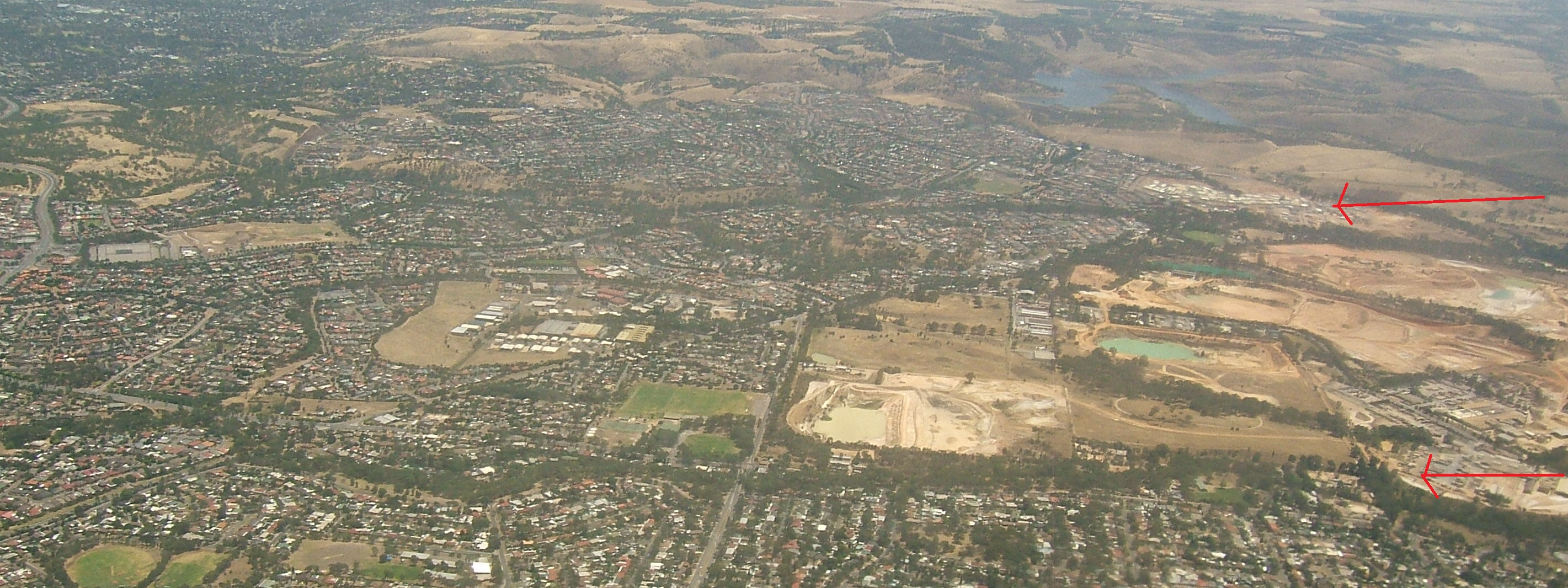
ティーツリーガリー市北部を北に向かって鳥瞰した空撮。画面右、上の赤い矢印の先にある樹木の列は、北（画面上）側の Greenwith地区と南隣のGolden Grove地区の境界となっているコブラ・クリーク川(Cobbler Creek)。Golden Grove地区の南の境界は、おおむね、画面右、下の赤い矢印の先にある樹木の列になる。画面左下、南西の方向が Surrey Downs、右下、南東の方向がFairview Parkである。画面右上に見える水面は、リトル・パラ貯水池(Little Para Reservoir)、画面右手、東側の明るく見える部分には石切り場がある。

地名に含まれているガリー (gully)とは、水の流れによって地表面が削られてできた地形のことで、ロフティ山の丘陵地の移動に用いられていた牛の荷車で移動できる程度の傾斜がある道として知られていた。また、ガリーには、泉が湧き出ており、これによってこの地域には、オーストラリアで「茶の木 (Tea Tree)」と呼ばれるレプトスペルマム (Leptospermum)が多く生えており、「ティーツリーガリー」と名付けられた。
ヴィスタ(Vista)地区一帯は、350ヘクタールにおよぶアンステイヒル・リクリエーション公園(Anstey Hill Recreation Park)に連なっている。
1976年に、イアン・オール(Ian Auhl)が著したティーツリーガリー地域の詳細な歴史の本が刊行された。その後この本は、新たな内容を加えながら再刊されている。

## 姉妹都市
ティーツリーガリー市には、姉妹都市がひとつある。
- 浅口市（日本） (2006年4月)